# L'home de la camisa taronja
L'home de la camisa taronja (títol original en anglès, Man in an Orange Shirt) és un telefilm de la BBC, emès en dues parts. Va ser produït per Kudos Film and Television i es va estrenar el 31 de juliol de 2017 al canal BBC One. El drama cinematogràfic explica tres històries d'amor de dues generacions d'una família, a la dècada del 1940 i al 2017. S'ha doblat al català per a TV3, que el va emetre el 14 de gener de 2024.
Vanessa Redgrave, Julian Morris i Oliver Jackson-Cohen actuen en els papers principals, dirigits per Michael Samuels. El guió i la idea provenen de l'escriptor britànic Patrick Gale, la història familiar del qual és el nucli autobiogràfic de la trama. La pel·lícula va guanyar el premi Emmy Internacional 2018 al millor telefilm o minisèrie.